# Omiltemia longipes
Omiltemia longipes är en måreväxtart som beskrevs av Paul Carpenter Standley. Omiltemia longipes ingår i släktet Omiltemia och familjen måreväxter. Inga underarter finns listade i Catalogue of Life.